# Toro Amarillo
Toro Amarillo es un distrito del cantón de Sarchí, en la provincia de Alajuela, de Costa Rica.

## Geografía
Toro Amarillo cuenta con un área de 91,13 km² y una altitud media de 1442 m s. n. m.

## Demografía
Para el año 2022, Toro Amarillo cuenta con una población estimada de 348 habitantes, y para el último censo efectuado, en 2011, Toro Amarillo contaba con una población de 273 habitantes.

## Localidades
- Cabecera: Bajos del Toro
- Poblados: Alto Palomo.

## Transporte

### Carreteras
Al distrito lo atraviesan las siguientes rutas nacionales de carretera:
- Ruta nacional 708
- Ruta nacional 741